# Aíto García Reneses
Alejandro García Reneses, detto Aíto (Madrid, 20 dicembre 1946), è un allenatore di pallacanestro, dirigente sportivo ed ex cestista spagnolo.

## Carriera
Ha guidato la Spagna ai Giochi olimpici di Pechino 2008.

## Palmarès

### Competizioni nazionali
- Campionato spagnolo: 9

Barcellona: 1986-87, 1987-88, 1988-89, 1989-90, 1994-95, 1995-96, 1996-97, 1998-99, 2000-01
- Campionato tedesco: 2

Alba Berlino: 2019-20, 2020-21
- Supercoppa spagnola: 1

Barcellona: 1987
- Copa del Rey: 5

Barcellona: 1987, 1988, 1994, 2001
Joventut Badalona: 2008
- Coppa di Germania: 1

Alba Berlino: 2019-20
- Copa Príncipe de Asturias: 1

Barcellona: 1988
- Liga catalana: 8

Barcellona: 1985, 1989, 1993, 1995, 2000, 2001
Joventut Badalona: 2005, 2007

### Competizioni internazionali
- Coppa delle Coppe: 1

Barcellona: 1985-86
- Supercoppa europea: 1

Barcellona: 1986
- Coppa Korać: 2

Barcellona: 1986-87, 1998-99
- FIBA EuroCup: 1

Joventut Badalona: 2005-06
- ULEB Cup: 1

Joventut Badalona: 2007-08

### Premi individuali
- ULEB Eurocup Coach of the Year: 2

Gran Canaria: 2014-15
Alba Berlino: 2018-19
- Basketball-Bundesliga Allenatore dell'anno: 1

Alba Berlino: 2017-18

### Nazionale
- Argento Olimpico

Pechino 2008